# S. S. 라자몰리
S. S. 라자몰리(텔루구어: ఎస్. ఎస్. రాజమౌళి, 영어: S. S. Rajamouli, 1973년 10월 10일 ~ )는 인도의 영화 감독, 영화 각본가, 영화 프로듀서이다. 영화 《바후발리》 시리즈를 통해 전 세계적으로 이름을 알렸다. 현대 톨리우드 대표 감독 중 한 명이다.

## 작품 목록
- 마가디라 (2009)
- 나는 파리다 (2012)
- 바후발리: 더 비기닝 (2015)
- 바후발리 2: 더 컨클루전 (2017)
- RRR: 라이즈 로어 리볼트 (2022)